# 孖仔孖心肝
《孖仔孖心肝》（英語：It Runs in the Family）是香港電視廣播有限公司拍攝製作的時裝喜劇電視劇，全劇共15集，由曾勵珍擔任監製，並由劉青雲及周星馳領銜主演，為周星馳為無綫電視擔演角色的最後一部電視劇（最後一部電視作品則為1992年的電視電影《群星會》，周星馳客串段小飛一角。），本劇首播的平均收視為41點，是香港1990年除跨年播映的《人在邊緣》外最高平均收視的電視劇。
此劇是周星馳跟劉青雲迄今為止唯一之合作，但對周星馳影迷而言一向不太多提及，主因是此劇僅15集，屬小成本製作，而且本劇屬親情喜劇，無厘頭笑料並不多。此劇當時用作對撼亞洲電視由韋家輝監制的“還看今朝”，而製作時周星馳已主力參演港產片（該年周星馳電影《賭聖》創出逾四千萬票房紀錄），劉青雲同時亦在趕拍《燃燒歲月》，所以製作本劇的時間極為緊迫。劇集內配樂大部份均是源自日本宮崎駿動畫《魔女宅急便》、《相聚一刻》的原聲大碟。
此劇曾於1991年、1999年、2003年、2004年、2016年在無綫電視翡翠台、2016年在TVB星河頻道“好戲珍藏館”時段及於2015年在TVB經典台重播。

## 故事大綱
一對孿生兄弟王利就（周星馳飾）與王名成（劉青雲飾）自小失散。名成與母白麗（吳沅儀飾）相依為命，利就則為老粗魯輝（梁家仁飾）收養，改名為魯細。名成是電影圈的新進導演，為人精明有綽頭，敢作敢為；利就則為小販，性格單純善良具正義感，愛看粤語長片。機緣巧合下兩人重遇並共住一屋，但卻不知彼此是親生兄弟。利就鍾情於童年好友方嘉楠（陳秀雯飾），嘉楠是名成的下屬，對名成心儀已久，兄弟兩人更鬧出一段糾纏不清的三角戀愛。魯輝認識了嘉楠的阿姨卓齡（馬清儀飾），她為人高貴具教養，與輝分屬兩個世界，但卓齡欣賞他為人老實忠誠，最後與他展開了一段浪漫戀情。名成利就兄弟二人最後終於相認，但因性格各異而心存隔膜。後名成與友人余超文（駱應鈞飾）合伙營商，名成卻被超文所騙而惹上官非，患難中利就明白到兄弟情之珍貴，與眾人共施計策，營救胞兄。

## 演員表
- 劉青雲 飾 王名成
- 周星馳 飾 魯細（王利就）
- 陳秀雯 飾 方嘉楠
- 梁家仁 飾 魯輝
- 吳浣儀 飾 白麗
- 李殿朗 飾 何小蓮
- 馬清儀 飾 卓齡
- 胡櫻汶 飾 李玉好
- 柳影虹 飾 蘇惠珍
- 張鳳妮 飾 麥當娜
- 許實賢 飾 男人甲
- 黃德斌 飾 男人乙
- 曾航生 飾 男人丙
- 林健輝 飾 男人丁
- 黃一山 飾 小孩
- 田青 飾 廁所阿伯
- 謝月美 飾 美姑
- 孫季卿 飾 堅叔
- 陳惠瑜 飾 八姑
- 麥皓為 飾 曾導演
- 黃建峰 飾 柱
- 黃成想 飾 攝影
- 容嘉勵 飾 女演員
- 何昭傑 飾 男演員
- 張百賢 飾 男主角
- 黃文標 飾 場務
- 陳子豪 飾 小孩甲
- 林宇峰 飾 小孩乙
- 李海生 飾 大聲何
- 許英麒 飾 就童年
- 侯振宇 飾 成童年
- 梁樂兒 飾 顏可恩
- 彭峻輝 飾 阿友
- 曾耀明 飾 彬
- 關海山 飾 九叔
- 廖麗麗 飾 九女友
- 曾近榮 飾 榮伯
- 飾 劇　照
- 鄭君熾 飾 李滿祥
- 叢世權 飾 助　導
- 駱應鈞 飾 余超文
- 王翠玉 飾 艷　女
- 徐寶麟 飾 方世強
- 馬海倫 飾 製作主任
- 張碧琪 飾 阿蘭
- 黃一飛 飾 飛
- 余慕蓮 飾 飛妻
- 周汶樺 飾 阿翠
- 陳玉麟 飾 肥師奶
- 羅麗娟 飾 師奶
- 飾 師　奶 / 姐　妹
- 徐廣林 飾 麻甩佬
- 姜為南 飾 大舊
- 單劍圖 飾 高 B
- 飾 方世強妻
- 許志佳 飾 燈光
- 張志強 飾 武指
- 林家棟 飾 武指
- 虞天偉 飾 烏蠅 / 輝友
- 吳華山 飾 陳七 / 兄弟
- 馬健聰 飾 大舊 / 輝友
- 關子標 飾 阿旺 / 兄弟
- 李衛民 飾 大媽抴
- 李漢城 飾 茂鯉
- 陳勉良 飾 沙塵標
- 林韋辰 飾 標手下
- 李煌生 飾 標手下
- 莫俊賢 飾 細 B
- 歐陽莎菲 飾 阿婆
- 曾健明 飾 阿婆兒子
- 劉桂芳 飾 阿婆媳婦
- 凌漢 飾 古玉小販
- 李子奇 飾 徐導演
- 潘文柏 飾 阿達
- 曾耀明 飾 監製
- 黃瑋琳 飾 場記
- 黃劍偉 飾 飛仔
- 梁盛熊 飾 飛仔
- 古瑞坤 飾 飛仔
- 葉志華 飾 飛仔
- 凌禮文 飾 醫生
- 戴少民 飾 設計師
- 黃新 飾 發叔
- 黎壁光 飾 阿德
- 鄧汝超 飾 沖茶寶
- 蔡雲 飾 簡達榮
- 江明輝 飾 好男友
- 梁健平 飾 余先生
- 王偉樑 飾 Office Boy
- 葉碧雲 飾 秘書
- 林嘉麗 飾 秘書
- 王鴻琴 飾 秘書
- 溫雙燕 飾 婦人
- 蘇漢生 飾 CID
- 李桂英 飾 Kelly
- 羅雪玲 飾 May
- 方曉虹 飾 Kitty
- 關菁 飾 Roy
- 亦羚 飾 玲玲
- 曾慧雲 飾 Eva
- 談泉慶 飾 Joe
- 朱承彩 飾 Anna
- 譚兆明 飾 阿森
- 凌禮文 飾 醫生
- 黎秀英 飾 老年太太
- 呂劍光 飾 老年丈夫
- 區嶽 飾 釣魚翁
- 承恩 飾 看更
- 黃思恩 飾 張經紀
- 河國榮 飾 澳洲買家
- 黃天鐸 飾 買家助手
- 陳中堅 飾 別墅看更
- 郭政鴻 飾 經理
- 何璧堅 飾 周老板
- 蕭山仁 飾 別墅主人
- 洪智生 飾 CID
- 招偉華 飾 CID
- 譚一清 飾 編輯
- 何英偉 飾 記者
- 郭志浩 飾 記者
- 陸應康 飾 林律師
- 劉雪蝶 飾 姊妹
- 莫燕嫦 飾 姊妹

## 軼事
劇中飾演周星馳和劉青雲的母親的演員吳浣儀接受電台訪問拍攝軼事，透露周星馳愛臨場發揮，不按劇本演出。

## 台灣版本
此劇製作的台灣版本名為《雙天至尊》，該版本片段的劇情內容錄取自原裝版的《孖仔孖心肝》已播放的集數作為片段完整及未經刪剪版本，之後在台灣全國發行影碟和錄影帶租售。

## 影碟發行
以下所有影碟發行均由電視廣播（國際）有限公司授權：
香港發行代理商現代音像 (國際) 有限公司於2001年推出發行了《孖仔孖心肝》VCD影碟零售版本，此影碟將已播放的集數並製作成10隻碟作為片段完整及無刪剪版本，每隻碟跟電視劇的每集片長約60分鐘一樣，設有粵語及國語發音版本並配上繁體中文字幕。
美國發行代理商泰盛娛樂公司於2010年推出發行了《孖仔孖心肝》DVD影碟零售版本，此影碟收錄全套15集，共3隻碟，設有粵語及國語發音版本，自選開啟或關閉繁體中文及英文字幕。

## 外部連結
- 数百万观众爱入心肝 （页面存档备份，存于）

## 電視節目的變遷
| 無綫電視翡翠台 第一線劇集 星期一至五 19:25-20:25 | 無綫電視翡翠台 第一線劇集 星期一至五 19:25-20:25 | 無綫電視翡翠台 第一線劇集 星期一至五 19:25-20:25 |
| ------------------------------------------------ | ------------------------------------------------ | ------------------------------------------------ |
|                                                  | 孖仔孖心肝 （1990.07.09 - 1990.07.27）           |                                                  |
| 我本善良 （1990.05.14 - 1990.07.06）             | 戀愛快拍 （1990.07.30 - 1990.08.17）             |                                                  |

| 無綫電視翡翠台 凌晨劇集時段 星期二至六 00:15 - 01:20 | 無綫電視翡翠台 凌晨劇集時段 星期二至六 00:15 - 01:20 | 無綫電視翡翠台 凌晨劇集時段 星期二至六 00:15 - 01:20 |
| ---------------------------------------------------- | ---------------------------------------------------- | ---------------------------------------------------- |
|                                                      | 孖仔孖心肝 （2016.02.16 - 2016.03.05）               |                                                      |
| 鬼同你OT （2016.02.08 - 2016.02.13）                 | 鹿鼎記 （2016.03.08 - 2016.05.03）                   |                                                      |